# Villa Malakoff
Ne doit pas être confondu avec Avenue de Malakoff ou Impasse de Malakoff.
La villa Malakoff est une voie du 16e arrondissement de Paris, en France.

## Situation et accès

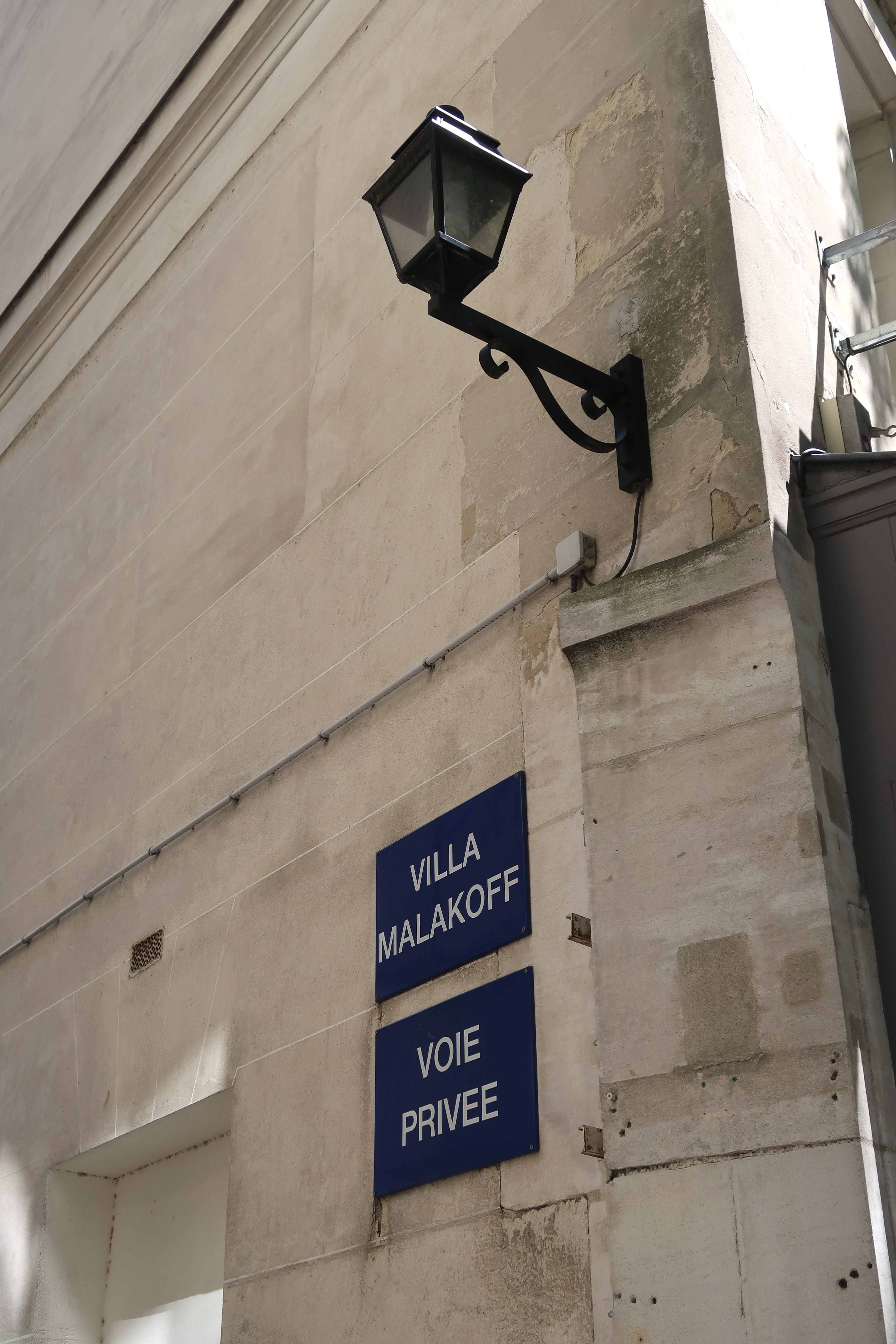
Plaque de rue et plaque indiquant qu'il s'agit d'une voie privée.

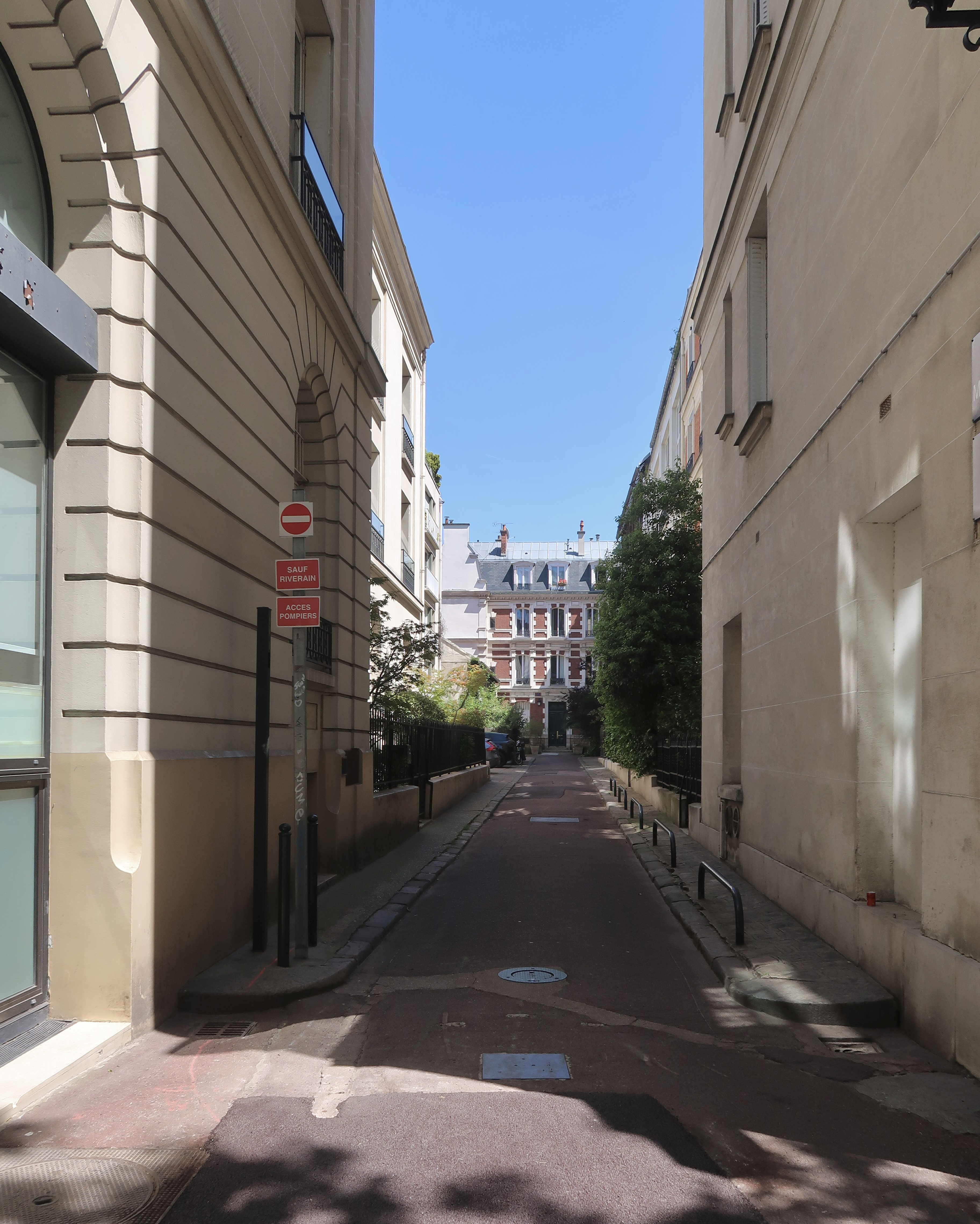
Vue depuis l'avenue Raymond-Poincaré.

La villa Malakoff est une voie située dans le 16e arrondissement de Paris. Elle débute au 32, avenue Raymond-Poincaré et se termine en impasse.
Elle est desservie par les lignes 6 et 9 à la station de métro  Trocadéro.

## Origine du nom
Elle tient son nom de sa proximité avec l'avenue Raymond-Poincaré, qui s'appelait jusqu'en 1936 « avenue de Malakoff », avenue qui doit son appellation à la bataille de Malakoff, victoire française décisive du siège de Sébastopol durant la guerre de Crimée.

## Bâtiments remarquables et lieux de mémoire
- No 14 : Pierre Clayette (1930-2005), artiste peintre, graveur et scénographe, y vécut.